# Jared Taylor
Samuel Jared Taylor (nascut el 15 de setembre de 1951) és un supremacista blanc nord-americà. És el fundador i editor d'American Renaissance, una revista publicada a Internet sobre la supremacia blanca. Taylor és també autor i president de l'organització matriu del Renaixement Americà, New Century Foundation, a través de la qual s'han publicat molts dels seus llibres. És exmembre de la junta assessora de The Occidental Quarterly i exdirector del National Policy Institute, un centre d'estudis nacionalista blanc amb seu a Virgínia. També és membre de la junta directiva i portaveu del Consell de Ciutadans Conservadors.
Taylor, igual que moltes de les organitzacions amb les quals està associat, sovint és descrit com a promotor d'ideologies racistes per, entre d'altres, grups de drets civils, mitjans de comunicació i acadèmics que estudien el racisme als Estats Units.

## Vida primerenca i educació
Taylor va néixer el 15 de setembre de 1951, de pares missioners cristians a Kobe, Japó. Va viure al Japó fins als 16 anys i va assistir a l'escola pública japonesa fins als 12 anys, adquirint fluïdesa en l'idioma japonès en el procés.
Es va graduar a la Universitat Yale el 1973 amb una llicenciatura en filosofia. Va obtenir un mestratge en economia internacional a l'Institut d'Estudis Polítics de París el 1978.

## Carrera
Taylor va treballar com a oficial de préstecs internacionals per Manufacturers Hanover Corporation del 1978 al 1981, i com a editor de la Costa Oest de PC Magazine de 1983 a 1988. També va treballar a Àfrica Occidental, i ha viatjat extensament per la zona. Taylor parla francès, japonès i anglès amb fluïdesa. També va treballar com a intèrpret als tribunals.
El 1983 va escriure el llibre Shadows of the Rising Sun: A Critical View of the Japanese Miracle (Una visió crítica del miracle japonès), en la qual va escriure que Japó no era un model econòmic o social apropiat per als Estats Units, i va criticar als japonesos per la seva excessiva preocupació per la seva pròpia singularitat.
El 1990 va fundar i va publicar el primer número de American Renaissance, un butlletí i lloc web de la supremacia blanca. El 1994 va crear la Fundació Nou Segle per ajudar amb el funcionament del Renaixement Americà.
Taylor va escriure Paved With Good Intentions (Carroll & Graf Publishers, 1993), un llibre sobre les relacions racials als Estats Units. El 1994, va ser citat per l'equip de defensa en un judici per assassinat de negres contra negres a Fort Worth, Texas, per donar testimoniatge expert sobre els aspectes del cas relacionats amb la raça. Abans de testificar en el judici, va anomenar als joves negres "les persones més perilloses dels Estats Units" i va afegir: "Això ha de tenir-se en compte a l'hora de jutjar si era o no realista per [l'acusat] pensar que es tractava d'una situació de matar o ser assassinat".

## Visions
Taylor ha estat descrit com un nacionalista blanc, supremacista blanc i racista per grups de drets civils, mitjans de comunicació, acadèmics que estudien el racisme als Estats Units entre d'altres. Taylor ha "rebutjat enèrgicament" que se l'anomeni racista, i sosté que en canvi és un "racista que creu en el realisme racial". També ha dit que no és un supremacista blanc, descrivint-se a si mateix com un "advocat blanc", i sosté que els seus punts de vista sobre la nacionalitat i la raça són "moderats, comuns i totalment consistents amb els punts de vista de la majoria dels grans estadistes i presidents del passat dels Estats Units".
Taylor ha sigut descrit sovint en els informes dels mitjans de comunicació com a associat amb el dret alternatiu.

### Carrera
Taylor és un defensor del racisme científic i de la segregació racial voluntària. Taylor també afirma que hi ha diferències racials en la intel·ligència entre els diversos grups ètnic-racials de tot el món. Taylor argumenta que els negres són generalment menys intel·ligents que els hispans, mentre que els hispans són generalment menys intel·ligents que els blancs, i els blancs són generalment menys intel·ligents que els asiàtics orientals: "Crec que els asiàtics són objectivament superiors als blancs per gairebé qualsevol mesura que se'ls ocorri en termes de quins són els ingredients per a una societat reeixida. Això no significa que vulgui que Estats Units es converteixi en asiàtic. Crec que tot poble té dret a ser ell mateix, i això queda clar si estem parlant de Irian Jaya o del Tibet".
Taylor es descriu a si mateix com un defensor dels interessos dels blancs. Afirma que el seu diari, American Renaissance, va ser fundat per donar tal veu als interessos dels blancs, i argumenta que el seu treball és anàleg a altres grups d'interès que advoquen pels grups ètnics o racials. Escrivint en aquesta revista en 2005, va declarar: "Els blancs i els negres són diferents. Quan els negres són abandonats a la seva sort, la civilització occidental -qualsevol tipus de civilització- desapareix".
Taylor recolza les polítiques d'immigració que afavoririen als immigrants blancs sobre altres grups. Taylor diu: "Els blancs mereixen una pàtria", i quan se'ls va preguntar sobre les lleis d'immigració dels Estats Units aprovades el 1965, sota la Llei Hart-Celler, va dir que "els blancs estan cometent un terrible error en engegar forces que els reduiran a una minoria".

### Judaisme i antisemitisme
El Southern Poverty Law Center assenyala que Taylor és inusual entre la dreta radical en "la seva falta d'antisemitisme". El Jewish Daily Forward va informar que Taylor "ha estat tractant de desnazificar el moviment i ampliar el cercle nacionalista blanc per incloure als jueus d'ascendència europea. Però per a molts de l'extrema dreta, treure'ls l'odi als jueus al nacionalisme blanc és com treure'ls a Crist el Nadal, un sacrilegi".

### Donald Trump
Taylor va donar suport a la campanya presidencial de Donald Trump, i va gravar una robocall per recolzar a Trump abans del caucus de Iowa i les primàries de New Hampshire.
Taylor va descriure la presa de possessió de Trump com "un signe de l'elevació de la consciència blanca". En una entrevista al maig de 2017 a la CNN amb Sara Sidner, Taylor va dir que recolzava l'elecció de Trump com a president "perquè els efectes de la seva política serien reduir la despossessió dels blancs, és a dir, frenar el procés pel qual els blancs es converteixen en la minoria als Estats Units".
Un portaveu li va dir a CNN que el candidat "nega a tots els super PAC que ofereixen el seu suport i continua fent-ho", i quan se li va preguntar sobre els robatoris en una entrevista amb CNN, Trump va respondre "Ho negaria, però els diré que la gent està extremadament enutjada".

## Recepció
El Centre Legal de la Pobresa del Sud descriu a Taylor com "un presentador cortès d'idees que la majoria descriuria com cruament suprematisme blanc, una espècie de versió moderna del colonialista refinat però racista d'antany".
Mark Potok i Heidi Beirich, escriptors de Intelligence Report (una publicació del Southern Poverty Law Center), han escrit que "Jared Taylor és la cara conreada i cosmopolita de la supremacia blanca. És el tipus que està proporcionant la força intel·lectual, en efecte, als moderns membres del Klan." També han declarat que "el Renaixement Americà s'ha tornat cada vegada més important al llarg dels anys, portant una mesura d'intel·lectualisme i serietat al món típicament dominat per matons de la supremacia blanca".
Un article publicat el 2005 a Pittsburgh Post-Gazette va descriure a Taylor com "un racista disfressat d'expert".
La seva revista en línia, American Renaissance, ha estat descrita com una publicació de la supremacia blanca i un "fòrum per a escriptors que menyspreen les habilitats de les minories".
El 18 de desembre de 2017, el seu compte (així com el compte de American Renaissance) van ser suspesos per Twitter, com a part de les noves regles de Twitter que prohibeixen els comptes afiliats a la promoció de la violència. Al febrer de 2018, Taylor va presentar una demanda contra Twitter per motius de llibertat d'expressió. Taylor i American Renaissance estan representats per Marc Randazza, qui ha representat anteriorment a Andrew Anglin, editor del lloc web neo-nazi Daily Stormer.